# العلاقات الفلبينية الفرنسية
العلاقات الفلبينية الفرنسية هي العلاقات الثنائية التي تجمع بين الفلبين وفرنسا.

## مقارنة بين البلدين
هذه مقارنة عامة ومرجعية للدولتين:
| وجه المقارنة                                              | الفلبين                       | فرنسا                                                    |
| --------------------------------------------------------- | ----------------------------- | -------------------------------------------------------- |
| المساحة (كم2)                                             | 343.45 ألف                    | 643.80 ألف                                               |
| عدد السكان (نسمة)                                         | 104.92 مليون                  | 67.12 مليون                                              |
| الكثافة السكانية (ن./كم²)                                 | 305.49                        | 104.26                                                   |
| العاصمة                                                   | مانيلا                        | باريس                                                    |
| اللغة الرسمية                                             | اللغة الفلبينية، لغة إنجليزية | لغة فرنسية                                               |
| العملة                                                    | بيسو فلبيني                   | يورو، فرنك س ف ب، فرنك فرنسي، Livre tournois ‏            |
| الناتج المحلي الإجمالي (بليون دولار)                      | 313.60 مليار                  | 2.58 تريليون                                             |
| الناتج المحلي الإجمالي (تعادل القوة الشرائية) بليون دولار | 743.90 مليار                  | 2.87 تريليون                                             |
| الناتج المحلي الإجمالي الاسمي للفرد دولار أمريكي          | 2.90 ألف                      | 36.20 ألف                                                |
| الناتج المحلي الإجمالي للفرد دولار أمريكي                 | 7.39 ألف                      | 39.33 ألف                                                |
| مؤشر التنمية البشرية                                      | 0.668                         | 0.888                                                    |
| رمز المكالمات الدولي                                      | +63                           | +33                                                      |
| رمز الإنترنت                                              | .ph                           | .fr، .bzh ‏، .tf، .re، .wf، .yt، .pm، .paris              |
| المنطقة الزمنية                                           | توقيت الفلبين                 | أوروبا/باريس ‏، توقيت وسط أوروبا، توقيت وسط أوروبا الصيفي |

## مدن متوأمة
في ما يلي قائمة باتفاقيات التوأمة بين مدن فلبينية وفرنسية:
- ترتبط مانيلا مع ليون باتفاقية توأمة منذ 1966.[19][19][19][19]

## منظمات دولية مشتركة
يشترك البلدان في عضوية مجموعة من المنظمات الدولية، منها:
| علم المنظمة | اسم المنظمة                               | تاريخ انضمام الفلبين | تاريخ انضمام فرنسا |
| ----------- | ----------------------------------------- | -------------------- | ------------------ |
|             | بنك التنمية الآسيوي                       | 1966                 | 1970               |
|             | وكالة ضمان الاستثمار متعدد الأطراف        | 8 فبراير 1994        | 28 ديسمبر 1989     |
|             | الأمم المتحدة                             | 24 أكتوبر 1945       | 24 أكتوبر 1945     |
|             | الفريق المعني برصد الأرض                  | ?                    | ?                  |
|             | منظمة حظر الأسلحة الكيميائية              | ?                    | ?                  |
|             | سياتو                                     | ?                    | ?                  |
|             | منظمة التجارة العالمية                    | 1995                 | 1995               |
|             | منظمة الشرطة الجنائية الدولية             | ?                    | ?                  |
|             | مؤسسة التنمية الدولية                     | 28 أكتوبر 1960       | 30 ديسمبر 1960     |
|             | يونسكو                                    | 21 نوفمبر 1946       | 4 نوفمبر 1946      |
|             | الاتحاد البريدي العالمي                   | ?                    | ?                  |
|             | البنك الدولي للإنشاء والتعمير             | 27 ديسمبر 1945       | 27 ديسمبر 1945     |
|             | المنظمة الهيدروغرافية الدولية             | ?                    | ?                  |
|             | الاتحاد الدولي للاتصالات                  | 25 مايو 1912         | 1866               |
|             | مؤسسة التمويل الدولية                     | 12 أغسطس 1957        | 20 يوليو 1956      |
|             | المركز الدولي لتسوية المنازعات الاستشارية | 17 ديسمبر 1978       | 20 سبتمبر 1967     |

## أعلام
هذه قائمة لبعض الشخصيات التي تربطها علاقات بالبلدين:
- ألفونس أريولا (لاعب كرة قدم فرنسي، 27 فبراير 1993[34] – )
- جولي فيغا (ممثلة فلبينية، 21 مايو 1968[35] – 6 مايو 1985[35])
- دومينيك ديل روزاريو (لاعب كرة قدم أسترالي، 14 نوفمبر 1996[36] – )
- راشيل جرانت (25 سبتمبر 1977 – )
- مارك بينجريس (لاعب كرة سلة فلبيني، 16 أكتوبر 1981 – )
- نوفا فيلا (ممثلة فلبينية، 16 فبراير 1947 – )

## وصلات خارجية
- موقع وزارة الخارجية الفلبينية
- موقع وزارة الخارجية الفرنسية